# Петър Бунарджиев
Петър Бунарджиев е български художник живописец.

## Биография и творчество
Петър Бунарджиев е роден на 14 юли 1921 г. в Сливен. През 1959 г. завършва живопис Художествената академия при проф. Никола Ганушев и проф. Ненко Балкански.
Работи като преподавател по рисуване, живопис и е дългогодишен директор на софийската Художествена гимназия. Работи в областта на фигуралната композиция, пейзажа и портрета.
Петър Бунарджиев умира през 1995 г. За живота му има направен документален филм „Петър Бунарджиев – художник и учител“.